# جولي كامبل
جولي كامبل (بالإنجليزية: Julie Campbell)‏ هي أحيائية أسترالية، ولدت في 2 نوفمبر 1946.